# 柴崎城
柴崎城（しばさきじょう）は、千葉県我孫子市柴崎台3丁目付近（下総国相馬郡）にあった日本の城。現在敷地の一部が我孫子市立我孫子第三小学校となっている。

## 立地
柴崎城は眼下に利根川南岸の低湿地が広がる標高20m前後の舌状台地である柴崎台地の東に位置した。上記の通り現在は一部が市立第三小学校の土地となっていて、そこに含まれない場所も宅地化されており、まったく遺構は残っていない。なお、かろうじて「城根」という地名が残っている。
規模は東西が300～350m、南北が80～100mという東西に長い形をしていたと考えられていて、3、4郭の戦国時代の城郭である。この城が使用されていたと考えられている戦国期には北と東に常陸川がせまっていたと思われ、中峠城と対峙していたと考えられている。

## 歴史
柴崎城は築城年、築城主、廃城年など、不明なことが数多くあるが、『本土寺過去帳』に柴崎八郎四郎や柴崎右馬五郎などの名が記され、さらに承平・天慶期に柴崎神社の社殿を修築した人物として柴崎左馬督が見える。この三人がいずれも相馬という文字と共に記されていることから相馬氏と関係があるものとみられている。また、戦国時代には高城氏の支配下に置かれたものといわれているが、根拠はない。ただ、天正2年（1574年）12月2日に古河公方家の御料所及び知行人を書いた書状に「柴崎　河村刑部」とあり、中峠城の河村氏が知行をしていたことがわかる。